# Zendon Hamilton
Zendon Alphonso Hamilton (ur. 27 kwietnia 1975 w South Floral Park) – amerykański koszykarz, występujący na pozycji środkowego, po zakończeniu kariery zawodniczej trener koszykarski, obecnie asystent trenera Agua Caliente Clippers.
W 1992 został wybrany do III składu Parade All-American, natomiast rok później do II składu. W 1994 wystąpił w meczu gwiazd amerykański szkół średnich – McDonald’s All-American, został też zaliczony do I składu Parade All-American.
W 2007 reprezentował Portland Trail Blazers podczas rozgrywek letniej ligi NBA w Las Vegas.
W lutym 2007 został zawodnikiem Śląska Wrocław.

## Osiągnięcia
Na podstawie, o ile nie zaznaczono inaczej.
NCAA
- Uczestnik turnieju NCAA (1998)
- Zaliczony do:
  - I składu najlepszych pierwszorocznych zawodników Big East (1995)
  - II składu Big East (1996–1998)
- Lider Big East w:
  - średniej zbiórek (10,3 – 1996)
  - liczbie celnych (170) i oddanych (260) rzutów wolnych (1998)

Drużynowe
- Brązowy medalista mistrzostw Polski (2007)